# Base antarctique de Law-Racoviță
La base scientifique Law-Racoviță (en roumain Baza șiințifică antarctică Law-Racoviță) est une station de recherche roumaine située sur le plateau rocheux de Larsemann (à 65 m d'altitude), dans une zone spécialement protégée de l'Antarctique, à 13 352 km du port roumain de Constanța et à 3 km de la côte Ingrid Christensen sur la rive sud-est de la baie de Prydz, dans la Terre de la Princesse-Élisabeth, aux coordonnées 69°23'18.61" S, 76°22'46.2" E. Elle y voisine avec les bases russe Progress, chinoise Zhongshan et indienne Bharati avec lesquelles certains programmes de recherche sont communs.

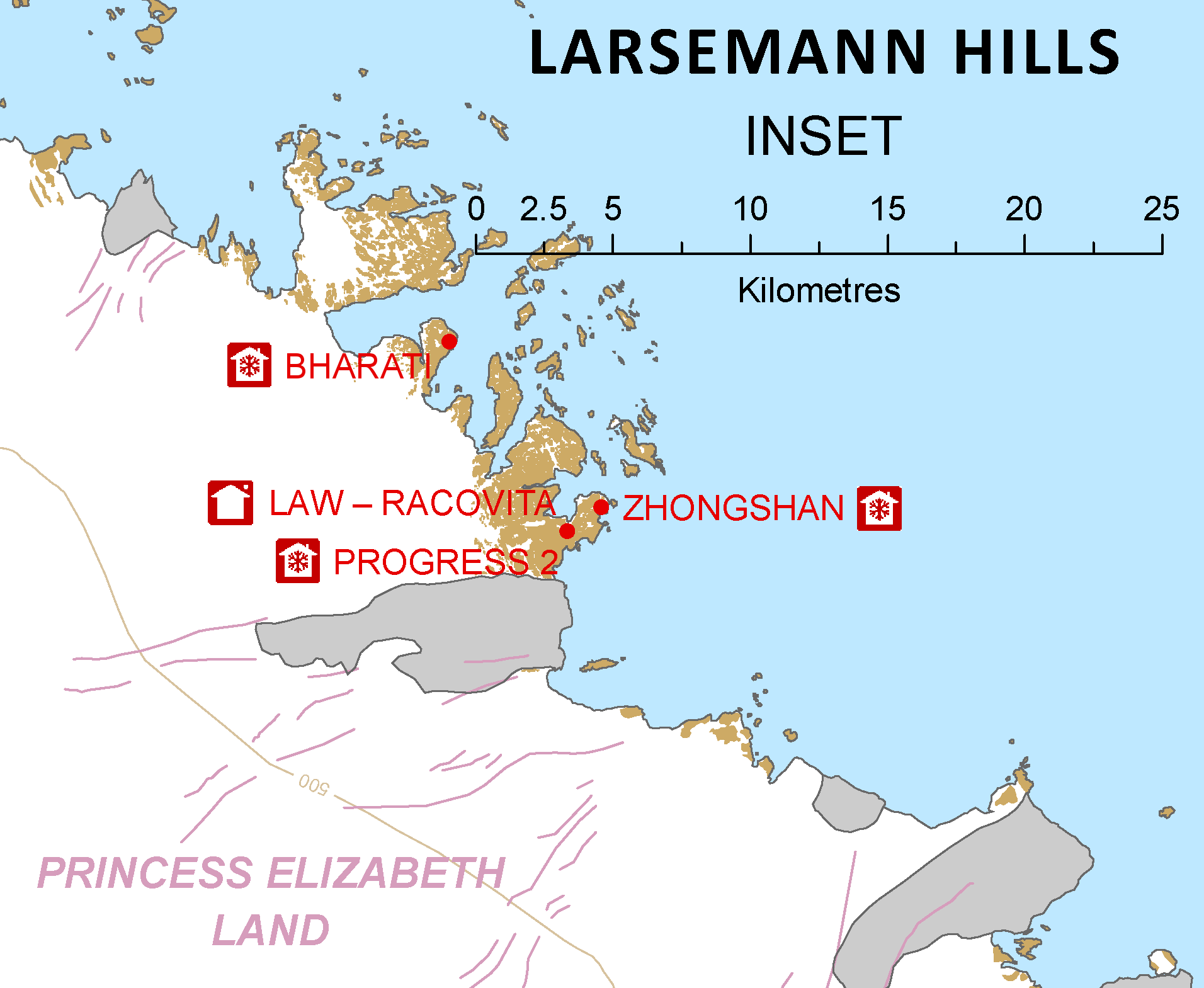
Emplacement de la base Law-Racoviță parmi ses voisines.

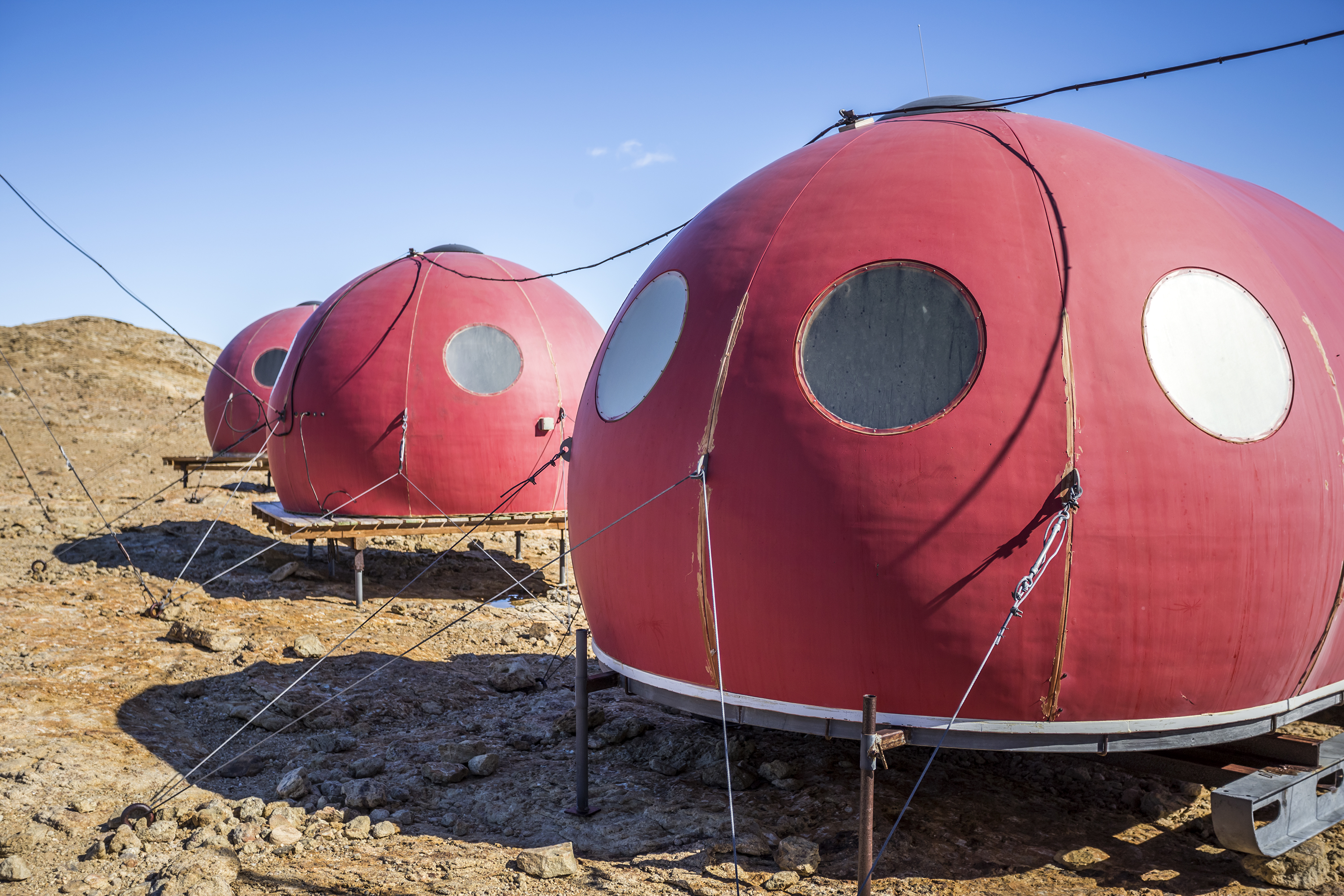
Vue des "igloos" isothermiques pendant l'été austral.

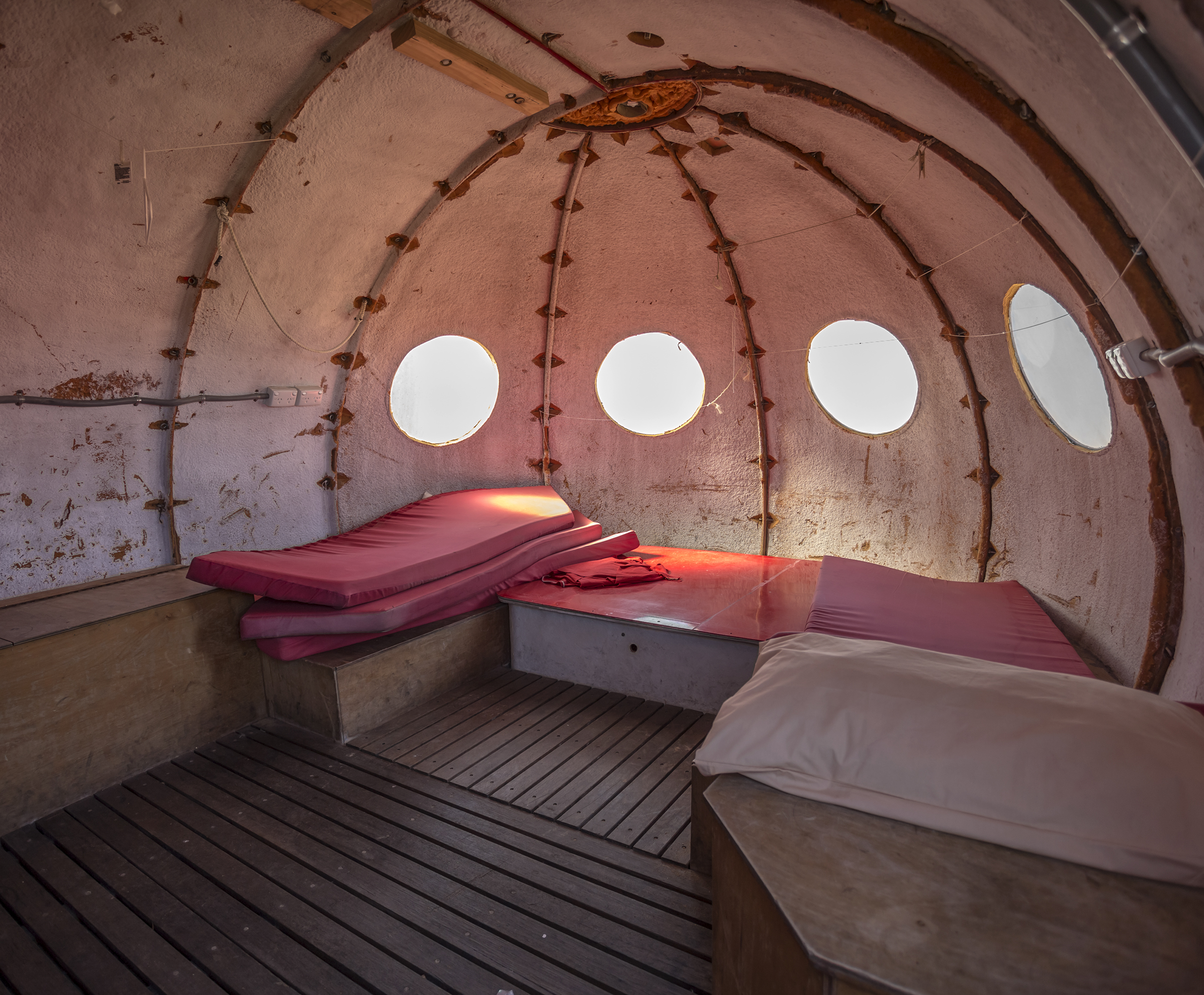
Intérieur d'un "igloo".

## Description
Le nom de la base a été donné en l’honneur des explorateurs scientifiques de la fin du XIXe siècle et du début du XXe siècle Phillip Garth Law (australien) et Émile Racovitsa (roumain).
La station se compose d'un laboratoire de recherches et de six "igloos" en toile isothermique permettant d'accueillir les chercheurs.
Lors de la discussion en 2005 à Stockholm du Traité de l'Antarctique, un agrément entre l'Australie et la Roumanie a abouti au don de la station australienne Law à l'Institut roumain de recherches polaires : c'est à cette occasion que la base a été nommée Law-Racoviță.
Dans la mesure de ses modestes moyens, l'Institut roumain de recherches polaires y mène des recherches sur le changement climatique, l'hydrologie et la limnologie antarctiques (il y a des lacs dans le voisinage), la microbiologie et la biochimie en relation avec la molysmologie et les biotechnologies.

## Autres sources
- COMNAP Antarctic Facilities
- COMNAP Antarctic Facilities Map